# Numero di Galilei
Nella dinamica dei fluidi, il numero di Galilei (Ga), a volte detto anche numero di Galileo, è un numero adimensionale, chiamato così in onore dello scienziato italiano Galileo Galilei (1564-1642).

## Definizione matematica
È definito come:
{\displaystyle Ga={\frac {g\cdot L^{3}}{\nu ^{2}}}}
- {\displaystyle g}: accelerazione di gravità, (unità SI: m/s2);
- {\displaystyle L}: lunghezza caratteristica, (unità SI: m);
- {\displaystyle \nu }: viscosità cinematica caratteristica, (unità SI: m2/s).

## Interpretazione fisica
Può essere considerato proporzionale al rapporto tra le forze di gravità divise per le forze viscose.

## Applicazioni
Il numero di Galilei si usa nei calcoli dei flussi viscosi e dell'espansione termica, ad esempio per descrivere il flusso delle pellicole fluide sui muri. Questi flussi si applicano ai condensatori o alle colonne chimiche.